# Shunroku Hata
Shunroku Hata (畑 俊六, Hata Shunroku) (Fukushima, 26 de julho de 1879 - Tóquio, 10 de maio de 1962), foi um marechal-de-campo do Exército Imperial Japonês durante a Segunda Guerra Mundial. Ele foi o último oficial militar japonês com a patente de marechal.

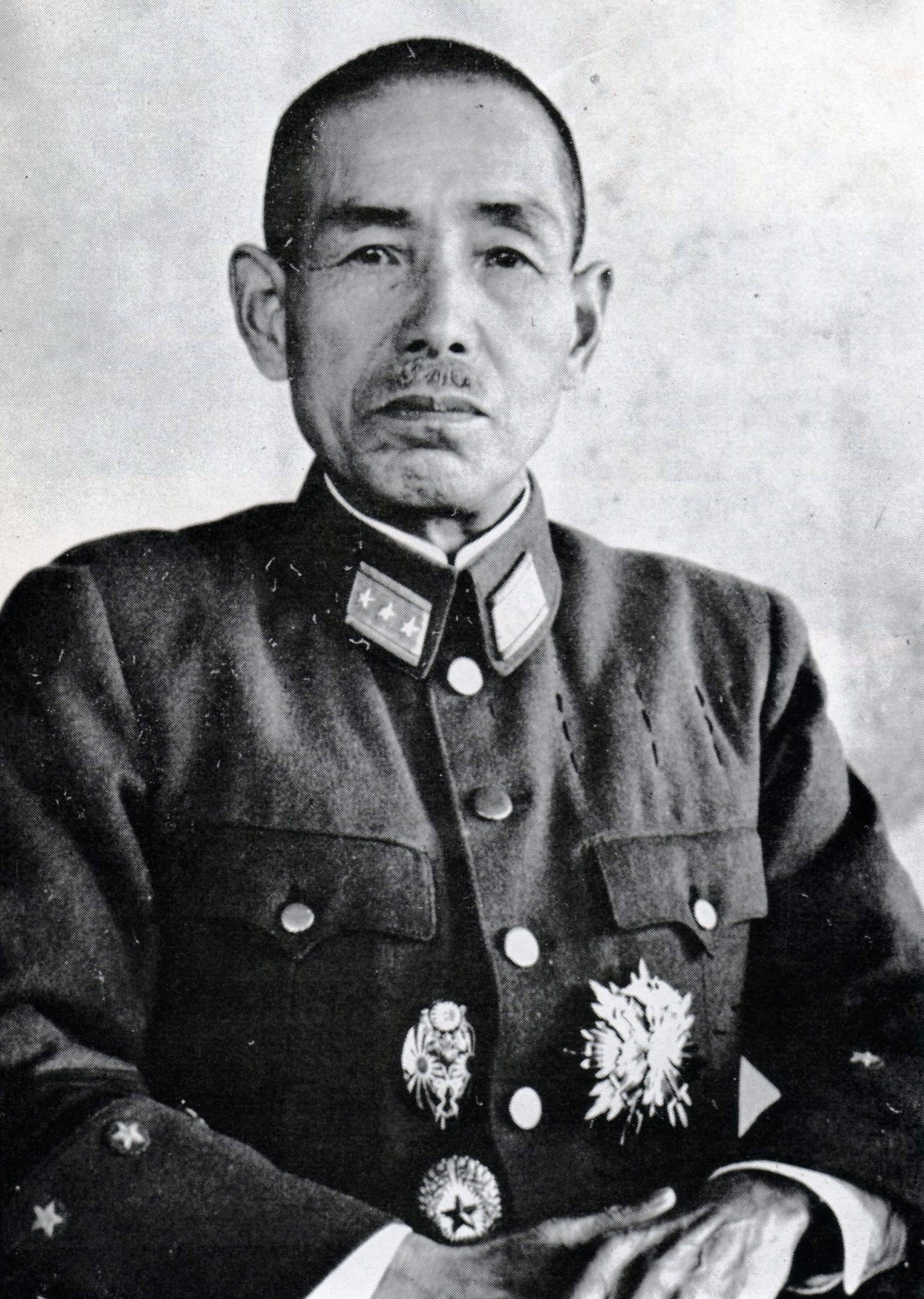
Shunroku Hata

Sua ascensão após o início da Segunda Guerra Sino-Japonesa foi muito rápida. Ele foi nomeado como comandante geral do Exército Expedicionário Central China em fevereiro de 1938, para substituir o general Matsui Iwane, que havia sido chamado de volta ao Japão através do Incidente de Nanquim. Hata tornou-se ajudante de ordens do Imperador Shōwa em maio 1939, o que foi seguido por um período em que ocupou o cargo de Ministro da Guerra, de agosto 1939 a julho 1940, durante as administrações dos primeiros-ministros Nobuyuki Abe e Mitsumasa Yonai. Em julho de 1940, Hata teve um papel fundamental na derrubada do gabinete de Yonai ao renunciar do cargo de Ministro da Guerra.
Hata foi convidado a assumir o comando da Segunda Exército Geral, com sede em Hiroshima entre 1944 e 1945, em preparação para a invasão aliada das ilhas japonesas. Portanto, ele estava em Hiroshima no momento do bombardeio atômico. Hata foi um dos generais que concordaram com a decisão de se render, mas pediu que fosse destituído de seu título de marechal de campo em expiação dos fracassos do exército durante a guerra.
Hata foi preso pelas autoridades de ocupação estadunidenses depois do fim da guerra e acusado de crimes de guerra. Em 1948, como resultado de uma decisão do Tribunal Militar Internacional para o Extremo Oriente, ele foi condenado à prisão perpétua sob as acusações de "conspiração, travar uma guerra agressiva e descumprimento do seu dever de prevenir atrocidades". Hata conseguiu liberdade condicional em 1954. Em 1958, ele foi transferido para uma fundação de caridade para o bem-estar dos ex-soldados. Ele morreu em 1962, enquanto participava de uma cerimônia em homenagem às vítimas da guerra.